# Хулусі

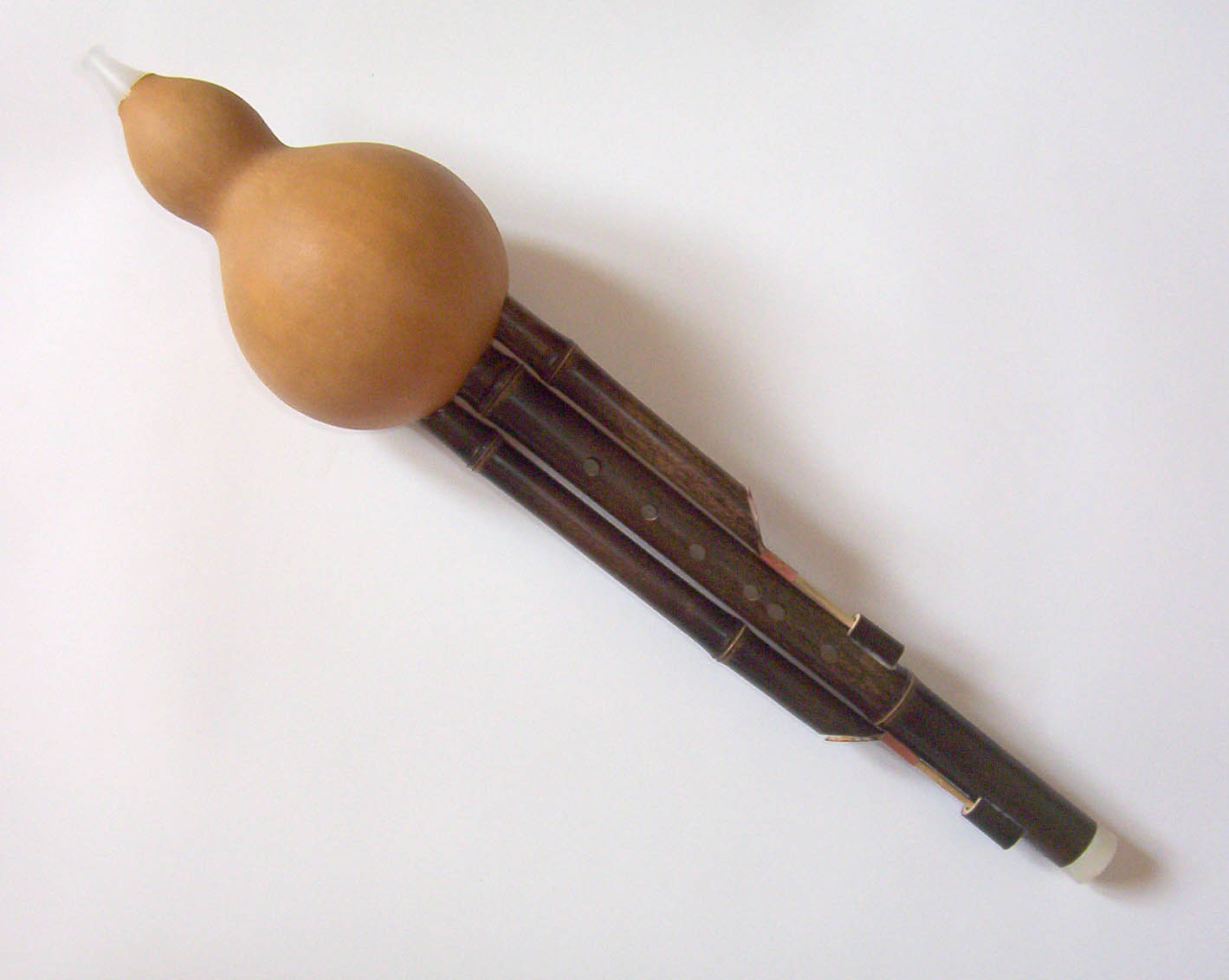
Хулусі

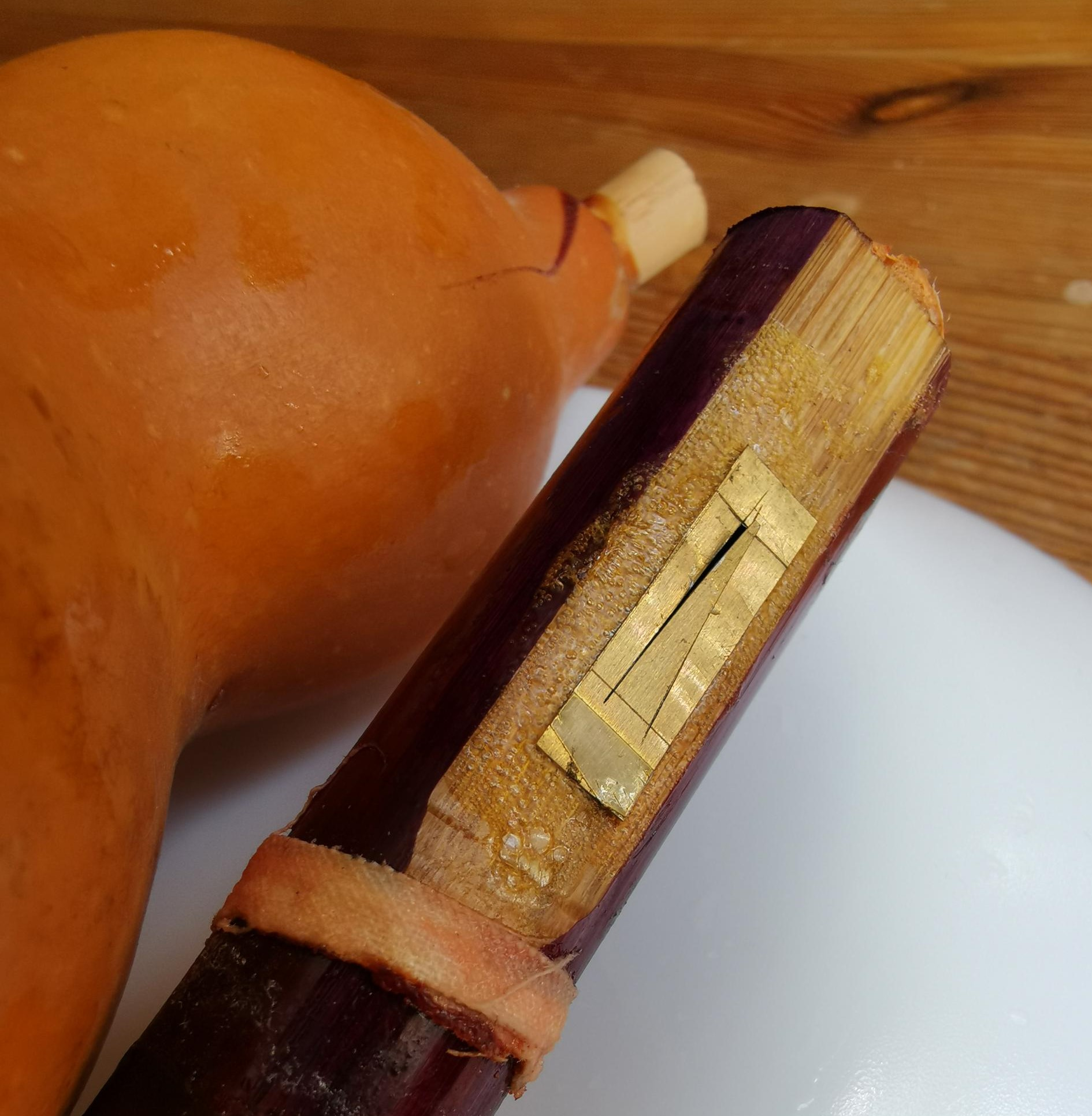
Вільна язичкова тростина хулусі

Хулусі (спрощ. кит. 葫芦丝; традиц. кит. 葫蘆絲; піньїнь: húlúsī), також відомий як флейта з гарбуза або флейта-гарбуз, — це язичковий духовий інструмент з вільною тростиною, що походить з Китаю, В'єтнаму та штату Шан (М’янма), а також використовується корінними народами штату Ассам (Індія). Його тримають вертикально; інструмент має три бамбукові трубки, які проходять крізь повітряну камеру, зроблену з плоду тикви. Центральна трубка має ігрові отвори, а дві зовнішні зазвичай служать бурдонними (дроновими) трубками. Часто лише одна бурдонна трубка є функціональною, а друга — лише декоративна. Бурдонна трубка може мати отвір, який дозволяє заглушити її звук. У вдосконалених версіях хулусі можуть бути клавішні отвори, подібні до кларнета або гобоя, що значно розширює діапазон інструмента до кількох октав.
Первісно хулусі використовувався переважно в штаті Шан у М’янмі, у провінції Юньнань на південному заході Китаю, а також в Ассамі на північному сході Індії серед різних етнічних меншин. Особливо інструмент поширений серед народу дай, які називають його пі ламтао (кит. 筚朗叨 або 筚郎叨); слово пі означає «духовий інструмент», а ламтао походить від намтао — «гарбуз». Інші народи мають свої назви для хулусі: ачан називають його пайлевен (拍勒翁), палаунг — вогебао (渥格宝), а народ ва — байхунляо (拜洪廖).
Хулусі набув великої популярності по всьому Китаю і також використовується різними корінними народами Ассаму. Його популярність у Китаї подібна до популярності губної гармоніки на Заході. Позаяк, були створені й "удосконалені" версії інструмента за межами його традиційного середовища. У В'єтнамі інструмент відомий як sáo bầu, що в перекладі також означає «флейта з гарбуза». Подібно до спорідненої язичкової флейти баву, хулусі має чистий, м'який, кларнетоподібний звук.
Схожий інструмент — хулушенґ — це духовий орган із гарбузовою повітряною камерою.

## Етимологія
Назва інструмента походить від мандаринського китайського слова húlu (葫蘆 / 葫芦), що означає «гарбуз калабас», та слова sī, що перекладається як «шовк» і натякає на м’яке, плавне звучання інструмента. ХУЛУСІ У мові народу Дай (тай-нуа) регіону Дехун хулусі називається пі ламтао, а в мовах люе (Сіпсонг Панна), кхун (Кенгтун), юан (Північний Таїланд), а також у лаоській і тайській мовах він відомий як пі намтао. У штаті Ассам (Індія) інструмент також відомий під назвою Huluxi. хулусі

## Виконавці

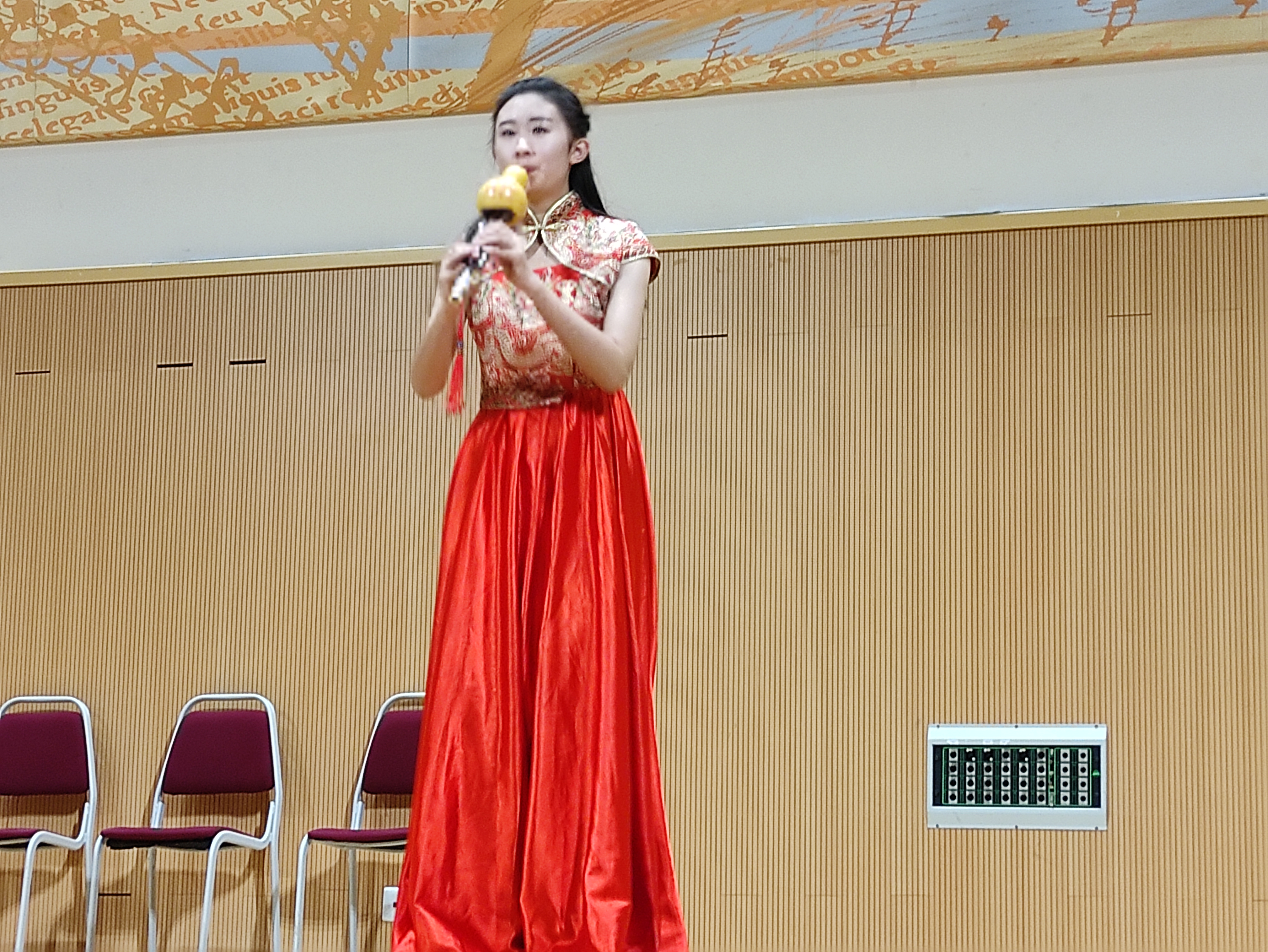
Учасниця Фольклорного оркестру Північно-Східного педагогічного університету (NENU) виступає в місті Торрент, провінція Валенсія.

Хоча хулусі й досі переважно використовується в провінції Юньнань (Китай), штаті Шан (М’янма) та в Ассамі (Індія), останніми роками цей інструмент був адаптований європейськими композиторами та виконавцями. Рохан Ліч і Джек Реддік з Англії, Рафаель Де Кок з Бельгії, Сара Бентес з Бразилії, Надішана з Росії та Герман Віткам із Нідерландів відкрили нові напрямки використання хулусі в сучасній музиці.

## Зовнішні посилання
- Сторінка Hulusi із сайту Пет Місін
- Сторінка Hulusi із сайту ASZA.com